# Bactris nancibaensis
Bactris nancibaensis är en enhjärtbladig växtart som beskrevs av Granv. Bactris nancibaensis ingår i släktet Bactris och familjen Arecaceae. Inga underarter finns listade i Catalogue of Life.